# Nothospondias
Nothospondias es un género con unas dos especies de plantas  perteneciente a la familia Simaroubaceae.

## Especies
- Nothospondias staudtii
- Nothospondias talbotii